# Olesicampe ratzeburgi
Olesicampe ratzeburgi är en stekelart som först beskrevs av Tschek 1871.  Olesicampe ratzeburgi ingår i släktet Olesicampe och familjen brokparasitsteklar. Arten är reproducerande i Sverige. Inga underarter finns listade i Catalogue of Life.